# Poulan
Poulan es una ciudad ubicada en el condado de Worth en el estado estadounidense de Georgia. En el año 2000 tenía una población de 9.46 habitantes.

## Geografía
Poulan se encuentra ubicada en las coordenadas 31°30′49″N 83°47′28″O / 31.51361, -83.79111 (31.513739, -83.791041).
Según la Oficina del Censo, la localidad tiene un área total de 4,3 km² (1,7 mi²), de la cual 4,3 km² (1,7 mi²) es tierra y 0 km² (0 mi²) (0.00%) es agua.

## Demografía
Según la Oficina del Censo en 2000 los ingresos medios por hogar en la localidad eran de $27,708, y los ingresos medios por familia eran $35,208. Los hombres tenían unos ingresos medios de $30,000 frente a los $21,250 para las mujeres. La renta per cápita para la localidad era de $13,439. 